# Магнолија (Делавер)
Магнолија (енгл. Magnolia) град је у Округу Кент у америчкој савезној држави Делавер. По попису становништва из 2010. у њему је живело 225 становника

## Демографија
| Група             | 2000.       | 2010.       |
| Белци             | 191 (84,5%) | 172 (76,4%) |
| Афроамериканци    | 23 (10,2%)  | 26 (11,6%)  |
| Азијати           | 1 (0,4%)    | 1 (0,4%)    |
| Хиспаноамериканци | 7 (3,1%)    | 9 (4,0%)    |
| Укупно            | 226         | 225         |